# Loring Smith
Pour les articles homonymes, voir Smith.
Loring Smith est un acteur américain, né le 18 novembre 1890 à Stratford (Connecticut), mort le 8 juillet 1981 à Fairfield (Connecticut).

## Biographie
Au théâtre, Loring Smith joue notamment à Broadway (New York) à partir de 1940, dans douze pièces, dont John Loves Mary de Norman Krasna (1947-1948, avec Nina Foch et Tom Ewell) et The Matchmaker (en) de Thornton Wilder (1955-1957, avec Ruth Gordon et Arthur Hill).
Sa dernière pièce sur les planches new-yorkaises est une adaptation de La Queue du Diable d'Yves Jamiaque, représentée en 1964, avec Tom Bosley et Severn Darden.
Toujours à Broadway, il participe à trois comédies musicales, la première en 1949-1950, la troisième en 1961-1962. La deuxième en 1952 est Of Thee I Sing de George et Ira Gershwin (avec Jack Carson et Paul Hartman).
Au cinéma, il contribue à seulement dix films américains, les deux premiers sortis en 1941, dont Rendez-vous avec la mort de W. S. Van Dyke (avec William Powell et Myrna Loy).
Citons par la suite Mademoiselle Gagne-Tout de George Cukor (1952, avec Katharine Hepburn et Spencer Tracy) et Le Cardinal d'Otto Preminger (1963, avec Tom Tryon et Romy Schneider).
Son dernier film, réalisé également par Otto Preminger, est Que vienne la nuit (avec Michael Caine et Jane Fonda), sorti en 1967.
À la télévision, Loring Smith apparaît dans quinze séries entre 1949 et 1965, dont Les Accusés (un épisode, 1961) et La Quatrième Dimension (deux épisodes, 1961-1963).
S'ajoutent quatre téléfilms, le premier diffusé en 1959, le dernier en 1968, après quoi il se retire de l'écran.

## Théâtre à Broadway (intégrale)
Pièces
- 1940 : Glamour Preferred de Florence Ryerson et Colin Clements : Max Musick
- 1942 : The Life of Reilly de William Roos : Horace Moultrie
- 1943 : All for All de Norman Bruce : Thomas W. Craig
- 1944 : Over 21 de Ruth Gordon, mise en scène de George S. Kaufman : Robert Drexel Gow
- 1946 : A Joy Forever de Vincent McConnor : Harrison Eames
- 1947-1948 : John Loves Mary de Norman Krasna, production de Richard Rodgers, Oscar Hammerstein II et Joshua Logan, mise en scène de ce dernier : le sénateur James McKinley
- 1949 : The Happiest Years de Thomas Coley et William Roerick, mise en scène de James Neilson : Morton Graves
- 1950-1951 : Captain Brassbound's Conversion de George Bernard Shaw, mise en scène de Morton DaCosta : le capitaine Hamlin Kearney (rôle repris à la télévision en 1960 : voir filmographie ci-dessous)
- 1953 : Be Your Age de Mary Orr et Reginald Denham : Archibald K. Holly
- 1953-1955 : Une Cadillac en or massif (The Solid Gold Cadillac) d'Howard Teichmann et George S. Kaufman, mise en scène de ce dernier : Edward L. McKeever[1]
- 1955-1957 : The Matchmaker de Thornton Wilder, mise en scène de Tyrone Guthrie : Horace Vandergelder[2]
- 1964 : La Queue du Diable (A Murderer Among Us) d'Yves Jamiaque, adaptation de George White, mise en scène de Sam Wanamaker : le maire

Comédies musicales
- 1949-1950 : Texas, Li'l Darlin', musique de Robert Emmett Dolan (orchestrée par Robert Russell Bennett), lyrics de Johnny Mercer, livret de John Whedon et Sam Moore : Harvey Small
- 1952 : Of Thee I Sing, musique de George Gershwin, lyrics d'Ira Gershwin, livret de George S. Kaufman et Morrie Ryskind, mise en scène de George S. Kaufman et Jack Donohue, costumes d'Irene Sharaff : Matthew Arnold Fulton
- 1961-1962 : The Gay Life, musique et lyrics d'Arthur Schwartz et Howard Dietz, livret de Fay et Michael Kanin, décors d'Oliver Smith, costumes de Lucinda Ballard : Herr Brandel

## Filmographie

### Cinéma (intégrale)

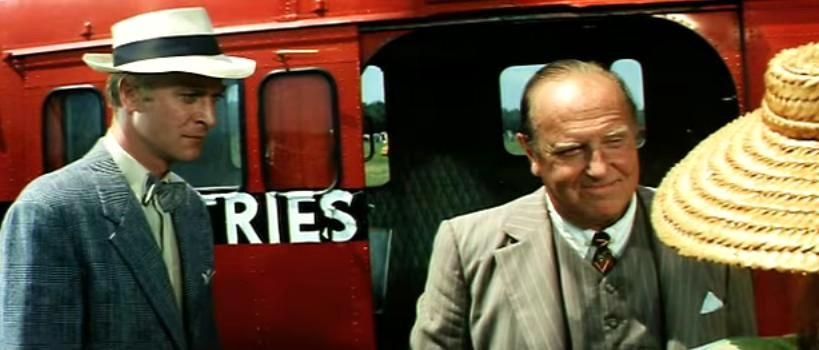
Avec Michael Caine (à g.), dans Que vienne la nuit (1967)

- 1941 : Deux Nigauds aviateurs (Keep 'Em Flying), d'Arthur Lubin : le major Barstow
- 1941 : L'Ombre de l'Introuvable (Shadow of the Thin Man) de W. S. Van Dyke : « Link » Stephens
- 1947 : Citizen Saint d'Harold Young : rôle non spécifié
- 1948 : Close-Up (en) de Jack Donohue : Harry Avery
- 1952 : Mademoiselle Gagne-Tout (Pat and Mike) de George Cukor : M. E. H. Beminger
- 1953 : The Clown de Robert Z. Leonard : Benjamin Y. « Goldie » Goldenson
- 1955 : Ma and Pa Kettle at Waikiki de Lee Sholem : Rodney Kettle
- 1959 : Joyeux anniversaire (Happy Anniversary) de David Miller : Arthur Gans / « Grandpa »
- 1963 : Le Cardinal (The Cardinal) d'Otto Preminger : Cornelius J. Deegan
- 1967 : Que vienne la nuit (Hurry Sundown) d'Otto Preminger : Thomas Elwell

### Télévision (sélection)
Séries
- 1961 : Les Accusés (The Defenders)
  - Saison 1, épisode 10 The Man with the Concrete Thumb de Ralph Nelson : Francis Conn
- 1961-1963 : La Quatrième Dimension (The Twilight Zone)
  - Saison 2, épisode 14 Rien que la vérité (The Whole Truth, 1961) : Luther Grimbley
  - Saison 4, épisode 12 Un rêve de génie (I Dream of Genie, 1963) de Robert Gist : Watson

Téléfilms
- 1959 : Miracle sur la 34e rue (Miracle on 34th Street) de William Corrigan : M. Shellhammer
- 1960 : Captain Brassbound's Conversion de George Schaefer : le capitaine Hamlin Kearney
- 1968 : Certain Honorable Men d'Alex Segal : Guthman